# Phoneutria eickstedtae
Phoneutria eickstedtae är en spindelart som beskrevs av Martins och Rogerio Bertani 2007. Phoneutria eickstedtae ingår i släktet Phoneutria och familjen Ctenidae. Inga underarter finns listade i Catalogue of Life.